# Ayuntamiento de Tirana
El Ayuntamiento de Tirana (en albanés: Këshilli Bashkiak i Tiranës) el organismo que se encarga del gobierno y de la administración del municipio de Tirana, capital de Albania. Está presidido por el correspondiente alcalde, siendo desde 2015 Erion Veliaj, del Partido Socialista.

## Formación
Después de la Declaración de Independencia de 1912, el primer alcalde que tuvo el ayuntamiento de la capital del país fue Zyber Hallulli, quin ostentó el cargo desde 1913 hasta 1914. Desde entonces, el consistorio ha sido dirigido dirigido por más de 45 alcaldes, todos hombres. Desde las últimas elecciones municipales de Albania de 2015, el consistorio está conformado por un total de 61 cargos electos, con amplia mayoría del Partido Socialista (PS) y con un representante del partido de extrema derecha Nuevo Espíritu Democrático (FRD), lejos del auge en el conjunto de Europa. 
Composición del consistorio durante la legislatura 2015-2019:
| Partido                                                    | Cargos |
| ---------------------------------------------------------- | ------ |
| Partido Socialista (PS)                                    | 28     |
| Partido Democrático (PD)                                   | 17     |
| Movimiento Socialista por la Integración (LSI)             | 9      |
| Partido por la Justicia, la Integración y la Unidad (PDIU) | 3      |
| Partido Republicano (PR)                                   | 1      |
| Nuevo Espíritu Democrático (FRD)                           | 1      |
| Movimiento para el Desarrollo Nacional (LZHK)              | 1      |
| Independiente                                              | 1      |

## Sede
La sede el Ayuntamiento está ubicado en el centro de Tirana, delante del Parque Europa y al lado de la Plaza Skanderbeg y la histórica Mezquita de Et'hem Bey.

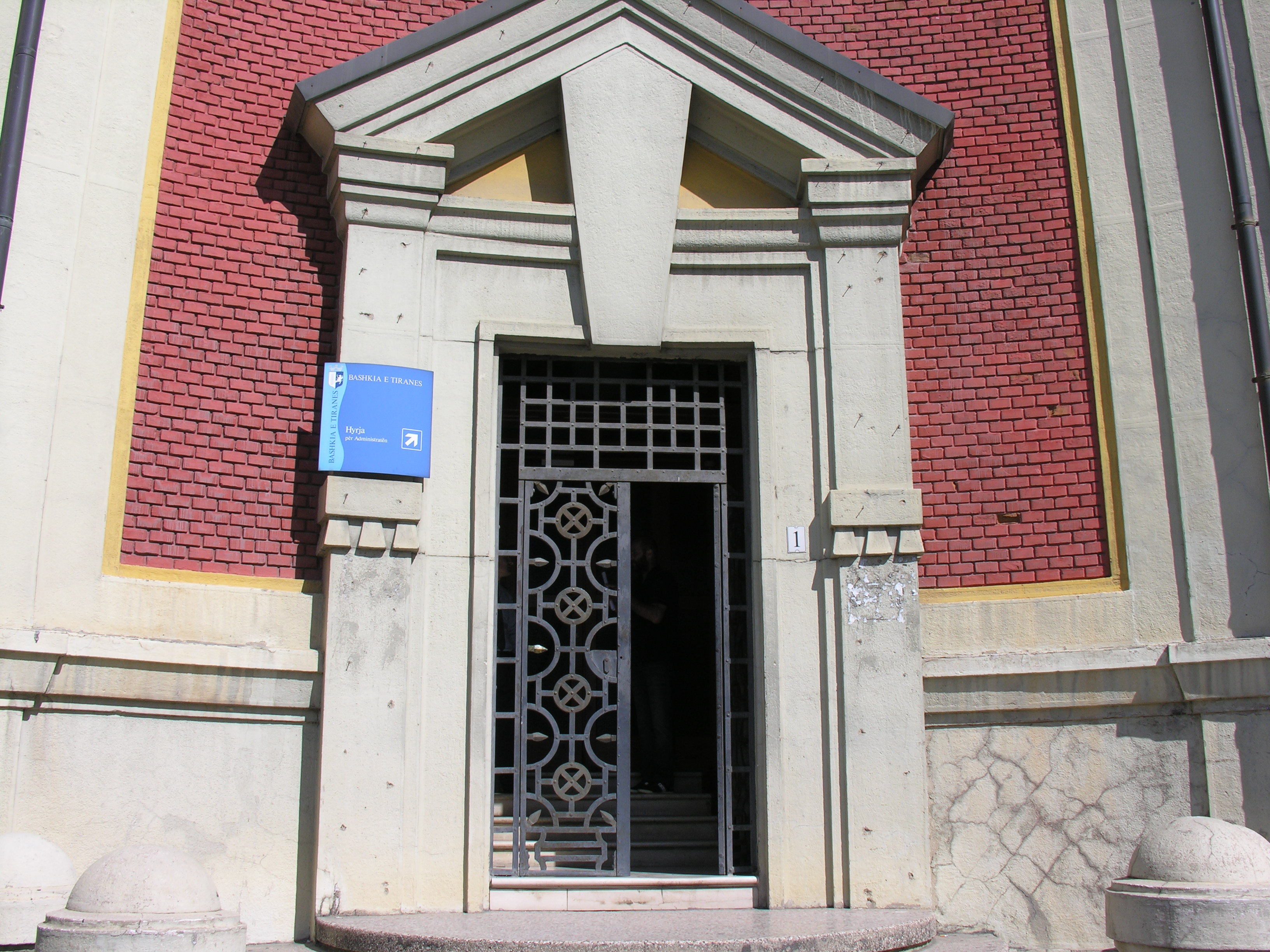
Entrada al ayuntamiento.
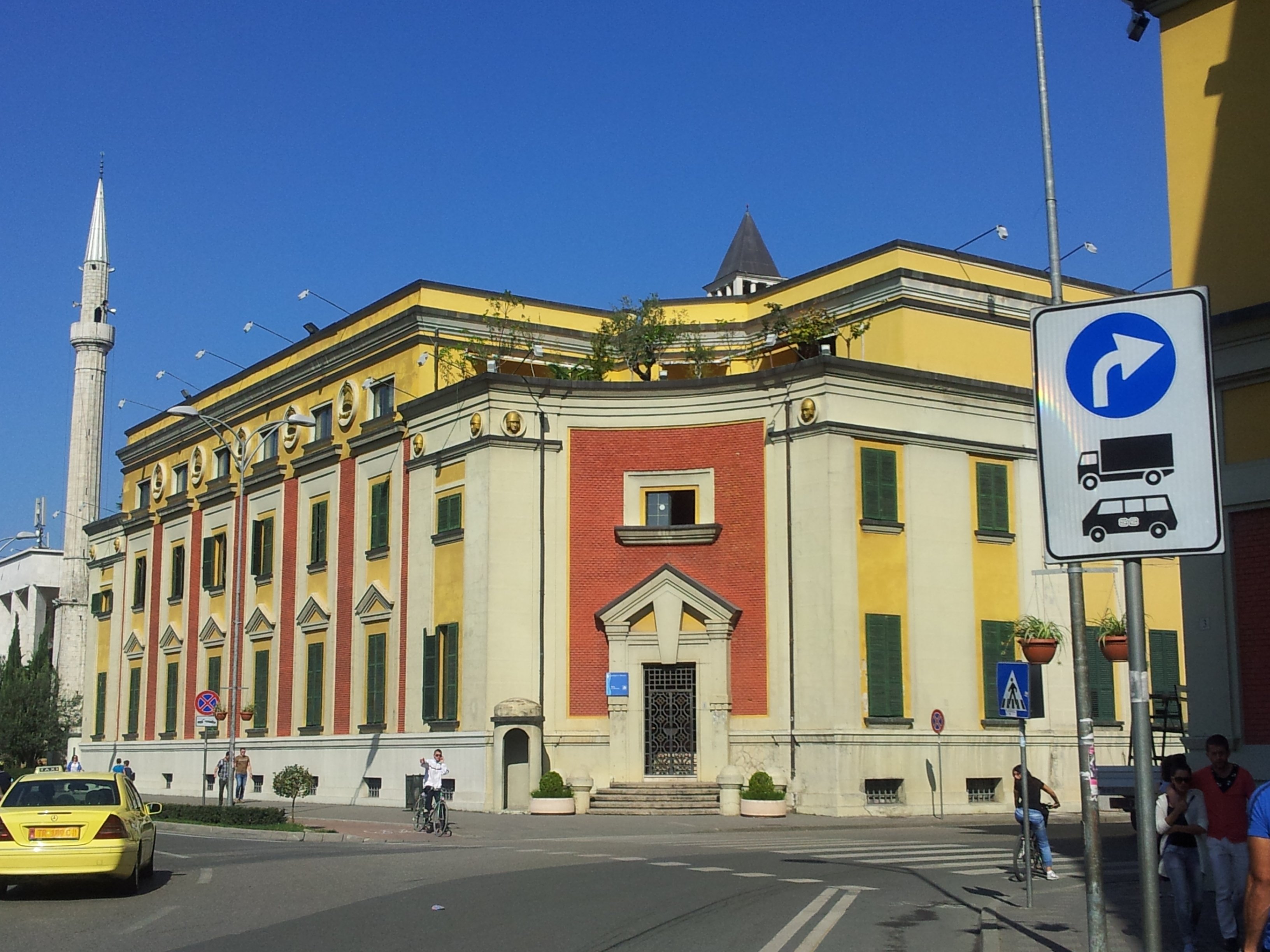
Fachada principal.
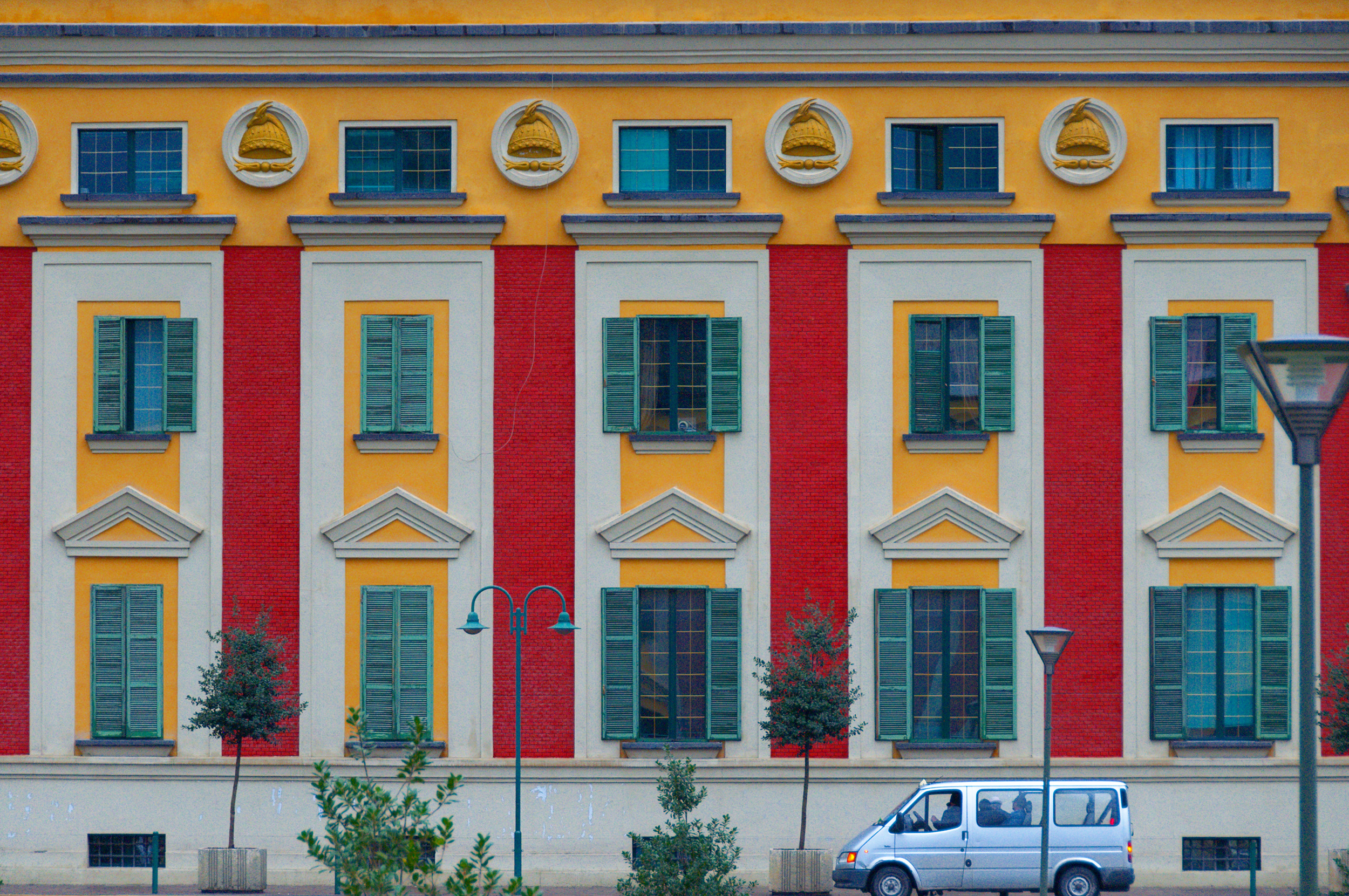
Fachada lateral.
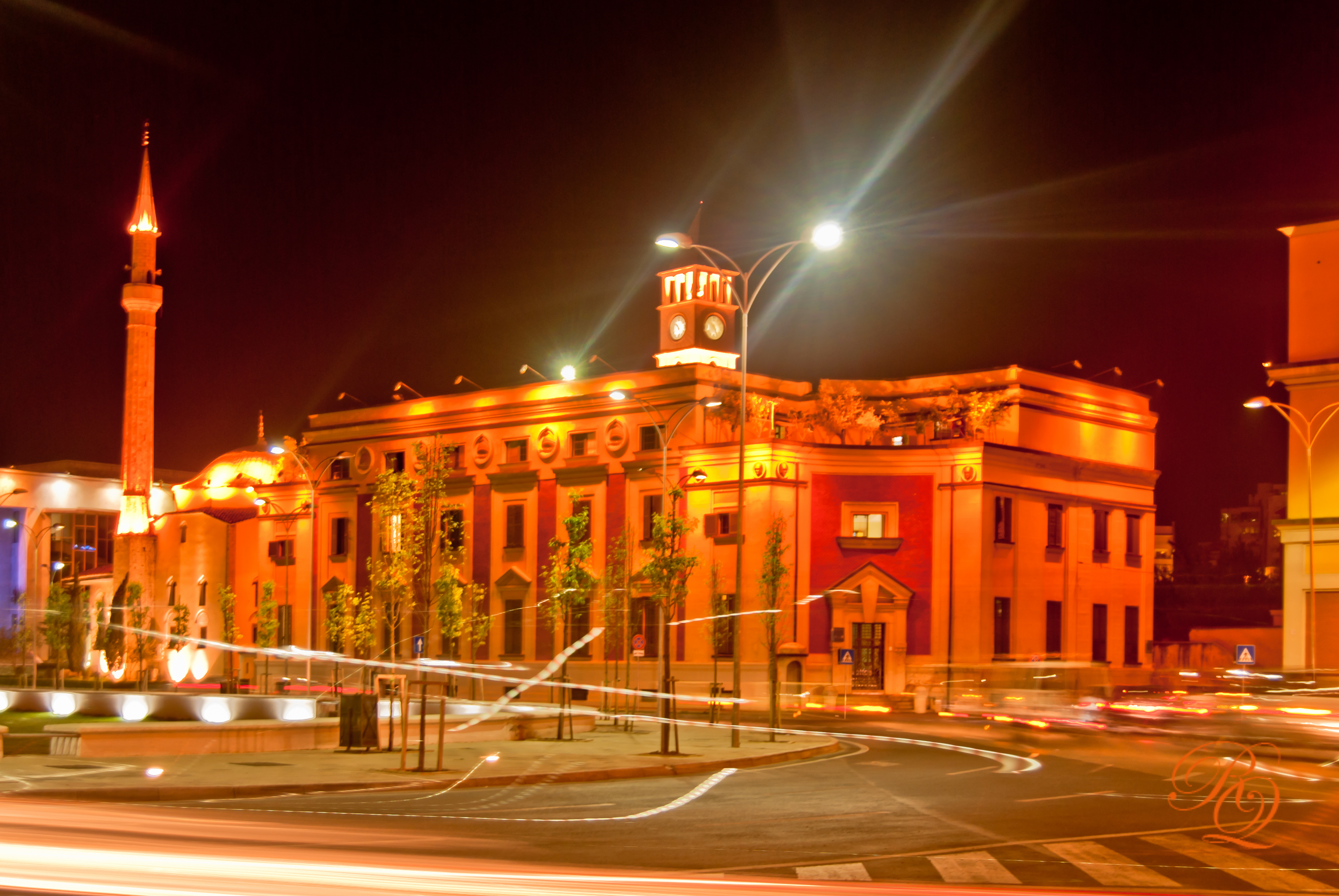
Vista nocturna.